# 国際連合人権高等弁務官事務所
国際連合人権高等弁務官事務所（こくさいれんごうじんけんこうとうべんむかんじむしょ、OHCHR、英語: Office of the United Nations High Commissioner for Human Rights）は、国際連合に属する組織の一つで、世界各国における人権の保護と啓蒙を目的として活動する。スイスのジュネーヴに本部を置き、500名あまりの職員数を擁する。日本の報道では「国連人権事務所」などの略称がある。
国際的な人権保護の専門組織の設置を求めるアメリカ合衆国などの提案に基づき、1993年に国際連合総会でのウィーン宣言及び行動計画の承認の決議により、設立が決定された。組織のリーダーである高等弁務官には、国際連合の事務次長クラスが当てられ、国際連合人権理事会と協力しながら、国際連合機関における人権問題に関する活動を統率する。
人権高等弁務官事務所の権限は、国際連合憲章の第1、13、55条、及びウィーン宣言及び行動計画第2部第17，18項、1993年12月20日の国際連合総会決議48、141に基づく。

## 人権高等弁務官の一覧
歴代の高等弁務官を以下に挙げる。
| 代 | 高等弁務官 | 高等弁務官                     | 任期              | 国               | 備考                                                    |
| -- | ---------- | ------------------------------ | ----------------- | ---------------- | ------------------------------------------------------- |
| 1  |            | ホセ・アヤラ・ラッソ           | 1994年 - 1997年   | エクアドル       |                                                         |
| 2  |            | メアリー・ロビンソン           | 1997年 - 2002年   | アイルランド     |                                                         |
| 3  |            | セルジオ・ヴィエイラ・デ・メロ | 2002年 - 2003年   | ブラジル         | 2003年8月19日のバグダッド国連事務所爆破事件）により死去 |
| 4  |            | ベルトランド・ラムチャラン     | 2003年 - 2004年   | ガイアナ         |                                                         |
| 5  |            | ルイーズ・アルブール           | 2004年 - 2008年   | カナダ           |                                                         |
| 6  |            | ナバネセム・ピレイ             | 2008年 - 2014年   | 南アフリカ共和国 |                                                         |
| 7  |            | ザイド・ラード・アル・フセイン | 2014年 - 2018年   | ヨルダン         |                                                         |
| 8  |            | ミシェル・バチェレ             | 2018年 - 2022年   | チリ             |                                                         |
| 9  |            | フォルカー・トゥルク           | 2022年 - （現職） | オーストリア     |                                                         |

## 日本に関わる主な発言
- 2010年（平成22年）5月14日、来日中のナバネセム・ピレイ人権高等弁務官は、北朝鮮と日本との間の懸案に関連し、以下の2つの発言を行った。
  - 北朝鮮による拉致被害者の家族らと面会した際、「ジュネーブの北朝鮮政府代表部に対し、何らかの介入的措置とともにこの話をしたい」、「皆が力を合わせて解決のためにやっていこう」、（日本政府が「拉致被害者」と認定した内の12名について北朝鮮が「死亡」や「未入国」などとしている点を）「異常な状況が続いている」、「非常に重要な問題」などと述べた[2]。
  - （朝鮮学校を対象に含めるか否かが日本で政治課題となっている）いわゆる高校授業料の実質無償化に関連し、「大変良い進歩的な措置」、「『教育を受ける権利は日本に住むすべての人に広げられなければならない。』でなければ差別だ」、「授業料の免除はすべての生徒に広げられるべきだ」などと述べた。特に「朝鮮学校」などと言及することなく「日本に住むすべての人」「すべての生徒」と述べており、無償化の対象が「国民」に限定されず、コリアンをはじめとするすべての外国人に及ぶべきであることを強調した[3]。
- 2013年12月3日、ピレイ人権高等弁務官は、特定秘密保護法の法案可決・成立に際して「『秘密』の定義が不明確で、政府にとって不都合な情報が秘密扱いされる可能性がある」「日本国憲法が保障する情報アクセス、表現の自由を適切に守る措置がないまま法制化を急ぐべきではない」と懸念を表明した[4]。

## 不祥事
中国政府に人権活動家名簿を漏洩
2017年に事務所職員のエマ・ライリーは、事務所が中国政府に、ウイグルなどの人権活動家の名簿を漏洩しているとアメリカ議会に告発した。

## 主な編著書
- 国際連合人権高等弁務官事務所（OHCHR）、国際法曹協会（IBA）（共編著、翻訳: 平野裕二）『裁判官・検察官・弁護士のための国連人権マニュアル　司法運営における人権』現代人文社、2006年6月、ISBN 4877982981, , 
  - 日本語版は、アジア・太平洋人権情報センター（ヒューライツ大阪）が序編と解説編を編集・付加している。
  - 原著：Office of the United Nations High Commissioner for Human Rights in cooperation with the International Bar Association, Human Rights in the Administration of Justice: A Manual on Human Rights for Judges, Prosecutors and Lawyers、ニューヨーク、国際連合, 2005年3月4日、ISBN 9211541417 または ISBN 9211541549